# Bugnières
Bugnières ist eine französische Gemeinde mit 157 Einwohnern (Stand: 1. Januar 2022) im Département Haute-Marne in der Region Grand Est; sie gehört zum Arrondissement Chaumont und zum Kanton Châteauvillain. 

## Geographie
Bugnières liegt etwa 18 Kilometer südlich von Chaumont. Umgeben wird Bugnières von den Nachbargemeinden Richebourg im Nordwesten und Norden, Leffonds im Nordosten und Osten, Marac im Osten und Südosten, Ternat im Südosten, Giey-sur-Aujon im Süden und Südwesten sowie Arc-en-Barrois im Westen.
| Bevölkerungsentwicklung    | Bevölkerungsentwicklung | Bevölkerungsentwicklung | Bevölkerungsentwicklung | Bevölkerungsentwicklung | Bevölkerungsentwicklung | Bevölkerungsentwicklung | Bevölkerungsentwicklung | Bevölkerungsentwicklung |
| -------------------------- | ----------------------- | ----------------------- | ----------------------- | ----------------------- | ----------------------- | ----------------------- | ----------------------- | ----------------------- |
| Jahr                       | 1962                    | 1968                    | 1975                    | 1982                    | 1990                    | 1999                    | 2006                    | 2019                    |
| Einwohner                  | 153                     | 136                     | 129                     | 126                     | 123                     | 110                     | 155                     | 155                     |
| Quellen: Cassini und INSEE |                         |                         |                         |                         |                         |                         |                         |                         |

## Sehenswürdigkeiten

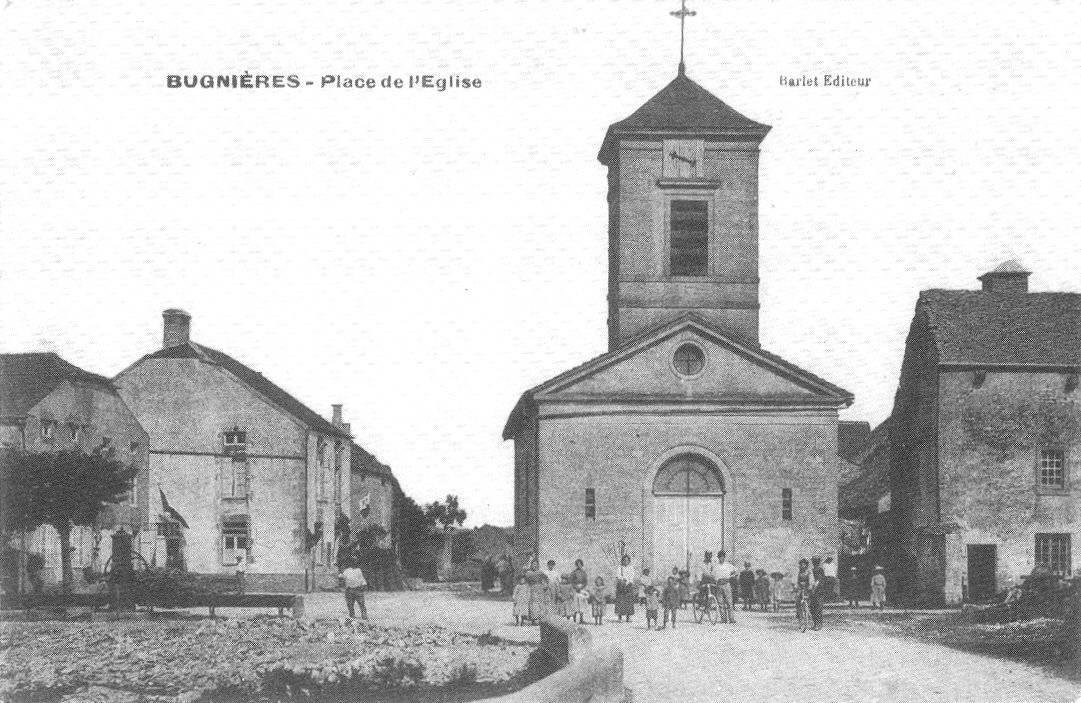
Kirche auf alter Postkarte

- Kirche Notre-Dame-de-la-Nativité